# Boudépé
Boudépé este o comună din departamentul Adzopé, regiunea Agnéby, Coasta de Fildeș.